# 이와타군

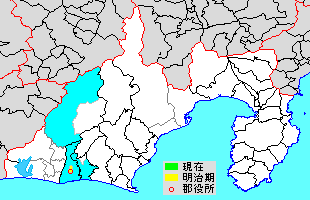
시즈오카현 이와타군의 범위 (하늘색: 후에 다른 군에서 편입된 구역)

이와타군(磐田郡, いわたぐん, いわたのこおり)은 일본 시즈오카현(도토미국)에 있던 군이다.

## 군역
1879년 행정 구역으로 발족 당시의 군역은  이와타시 미쓰케를 중심으로 한 현재의 이와타시 중심부에 해당한다. 소멸 직전에는 북부 산간부와 남부 평야부로 크게 나뉘어져 있고, 북부 산간부는 덴류시(현 하마마쓰시 덴류구)를 포함하여 호쿠엔 지구라고 불렸다.

## 역사
- 1879년 3월 12일 - 군구정촌 편제법이 시즈오카현에서 시행됨에 따라 행정 구역으로서의 이와타군이 발족.

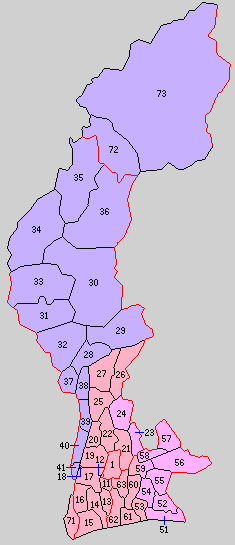
1.미쓰케정 11.나카이즈미정 12.우메하라촌 13.덴류촌 14.나가노촌 15.소데우라촌 16.도쓰카촌 17.이도리촌 18.이케다촌 19.도미오카촌 20.이와타촌 21.무카사촌 22.오후지촌 23.이마이촌 24.미쓰카와촌 25.히로세촌 26.시키지촌 27.노베촌 28.후타마타정 29.고묘촌 30.다쓰카와촌 31.가미아타고촌 32.시모아타고촌 33.구마촌 34.우라카와촌 35.사쿠마촌 36.야마카촌 51.사치우라촌 52.히가시아사바촌 53.도요하마촌 54.니시아사바촌 55.가미아사바촌 56.가사니시촌 57.구도촌 58.야마나정 59.다하라촌 60.미쿠리야촌·미나미미쿠리야촌 61.후쿠시마촌 62.오호촌 63.니시카이촌 71.가케쓰카촌 72.시로니시촌 73.미사쿠보정 (보라: 하마마쓰시 빨강: 이와타시 분홍: 후쿠로이시 37~41은 구 도요다군 중 하마나군이 된 지역)

- 1889년 4월 1일 - 정촌제 시행으로, 미쓰케슈쿠(대부분)·야마나군 니시미쓰케촌(일부)가 합병하여, 미쓰케정(見付町)(현 이와타시)이 발족. 미쓰케슈쿠의 잔여부는 야마나군 니시카이촌의 합병에 참여하여 군에서 이탈.
- 1896년
  - 4월 1일 - 군제 시행에 따라 이와타군·야마나군군 및 도요다군의 대부분(아카사촌·나카제촌·류치촌·도요니시촌·나카노마치촌을 제외), 나가카미군의 일부(가케쓰카촌)의 구역으로 새로이 이와타군이 발족. 이래의 정촌이 이와타군 소속이 됨.(4정 38촌)
    - 구 도요다군 - 나카이즈미정(中泉町)·우메하라촌(梅原村)·덴류촌(天竜村)·나가노촌(長野村)·소데우라촌(袖浦村)·도쓰카촌(十束村)·이도리촌(井通村)·이케다촌(池田村)·도미오카촌(富岡村)·이와타촌(岩田村)·무카사촌(向笠村)·오후지촌(大藤村)·이마이촌(今井村)·미쓰카와촌(三川村)·히로세촌(広瀬村)·시키지촌(敷地村)·노베촌(野部村)·후타마타정(二俣町)·고묘촌(光明村)·다쓰카와촌(龍川村)·가미아타고촌(上阿多古村)·시모아타고촌(下阿多古村)·구마촌(熊村)·우라카와촌(浦川村)·사쿠마촌(佐久間村)·야마카촌(山香村)
    - 구 야마나군 - 사치우라촌(幸浦村)·히가시아사바촌(東浅羽村)·도요하마촌(豊浜村)·니시아사바촌(西浅羽村)·가미아사바촌(上浅羽村)·가사니시촌(笠西村)·구도촌(久努村)·야마나정(山名町)·다하라촌(田原村)·미쿠리야촌(御厨村)·미나미미쿠리야촌(南御厨村)·후쿠시마촌(福島村)·오호촌(於保村)·니시카이촌(西貝村)
    - 구 나가카미군 - 가케쓰카촌(掛塚村)

  - 6월 29일 - 가케쓰카촌이 정제 시행으로 가케쓰카정(掛塚町)이 됨.(5정 37촌)
- 1901년 11월 1일 - 다쓰카와촌의 일부, 야마카촌의 일부가 분리되어 다쓰야마촌(龍山村)이 발족.(5정 38촌)
- 1909년 1월 1일 - 야마나정이 후쿠로이정(袋井町)으로 개칭.
- 1926년 10월 31일 - 후쿠시마촌이 정제 시행과 개칭으로  후쿠데정(福田町)이 됨.(6정 37촌)
- 1928년 12월 15일 - 후쿠로이정·가사니시촌이 합병하여, 새로이 후쿠로이정이 발족.(6정 36촌)
- 1929년 3월 1일 - 우메하라촌이 나카이즈미정에 편입.(6정 35촌)
- 1936년 11월 3일 - 우라카와촌이 정제 시행으로 우라카와정(浦川町)이 됨.(7정 34촌)
- 1940년 11월 1일 - 미쓰케정·나카이즈미정·니시카이촌·덴류촌이 합병하여, 이와타정(磐田町)이 발족.(6정 32촌)
- 1948년
  - 4월 1일 - 이와타정이 시제 시행으로 이와타시(磐田市)가 되어, 군에서 이탈.(5정 32촌)
  - 9월 1일 - 후쿠로이정이 슈치군 구도니시촌과 합병하여, 새로이 후쿠로이정이 발족.
- 1951년 7월 1일 - 슈치군 미사쿠보정(水窪町)·시로니시촌(城西村)의 소속이 이와타군으로 변경.(6정 33촌)
- 1952년 10월 10일 - 후쿠로이정·구도촌이 합병하여, 새로이 후쿠로이정이 발족.(6정 32촌)
- 1954년 11월 3일 - 이마이촌이 후쿠로이정에 편입.(6정 31촌)
- 1955년
  - 1월 1일(6정 27촌)
    - 미쿠리야촌·무카사촌·오후지촌이 이와타시에 편입.
    - 미나미미쿠리야촌의 일부가 이와타시, 잔여부가 후쿠데정에 분할 편입.

  - 3월 31일(6정 21촌)
    - 사치우라촌·히가시아사바촌·니시아사바촌·가미아사바촌이 합병하여, 아사바촌(浅羽村)이 발족.
    - 후쿠데정·도요하마촌이 합병하여, 새로이 후쿠데정이 발족.
    - 이도리촌·도미오카촌이 합병하여, 도요다촌(豊田村)이 발족.
    - 미쓰카와촌이 후쿠로이정에 편입.

  - 4월 1일(6정 16촌)
    - 나가노촌이 이와타시에 편입.
    - 가케쓰카정·도쓰카촌·소데우라촌이 합병하여, 류요정(竜洋町)이 발족.
    - 히로세촌·시키지촌·노베촌이 합병하여, 도요오카촌(豊岡村)이 발족.

  - 4월 15일 - 이케다촌 및 류요정의 일부가 도요다촌에 편입.(6정 15촌)
- 1956년
  - 1월 1일 - 이와타촌이 이와타시에 편입.(6정 14촌)
  - 9월 1일 - 다하라촌의 일부가 이와타시, 잔여부가 후쿠로이정에 분할 편입.(6정 13촌)
  - 9월 30일(6정 5촌)
    - 후쿠로이정이 오가사군 가사하라촌의 일부를 편입.
    - 후타마타정·고묘촌·다쓰카와촌·가미아타고촌·시모아타고촌·구마촌이 합병하여, 새로이 후타마타정이 발족.
    - 우라카와정·사쿠마촌·야마카촌·시로니시촌이 합병하여, 사쿠마정(佐久間町)이 발족.

  - 10월 1일 - 아사바촌이 정제 시행으로 아사바정(浅羽町)이 됨.(7정 4촌)
- 1957년9월 1일 - 오호촌의 일부가 이와타시, 잔여부가 후쿠데정에 분할 편입.(7정 3촌)
- 1958년 11월 3일(5정 3촌)
  - 후쿠로이정이 시제 시행으로 후쿠로이시(袋井市)가 되어, 군에서 이탈.
  - 후타마타정이 시제 시행과 개칭으로 덴류시(天竜市)가 되어, 군에서 이탈.
- 1973년 1월 1일 - 도요다촌이 정제 시행으로 도요다정(豊田町)이 됨.(6정 2촌)
- 2005년
  - 4월 1일(2정 1촌)
    - 류요정·도요다정·후쿠데정·도요오카촌이 이와타시와 합병하여, 새로이 이와타시가 발족, 군에서 이탈.
    - 아사바정이 후쿠로이시와 합병하여, 새로이 후쿠로이시가 발족, 군에서 이탈.

  - 7월 1일 - 사쿠마정·다쓰야마촌·미사쿠보정이 하마마쓰시(浜松市)에 편입. 같은 날 이와타군이 폐지됨.